# Kriebstein
Kriebstein − gmina w Niemczech, w kraju związkowym Saksonia, w okręgu administracyjnym Chemnitz, w powiecie Mittelsachsen.

## Współpraca
Miejscowość partnerska:
- Weisenbach, Badenia-Wirtembergia